# Доротея фон Бранденбург (1446 – 1519)
Вижте пояснителната страница за други личности с името Доротея фон Бранденбург.
Доротея фон Бранденбург (на немски: Dorothea von Brandenburg; * 1446; † пр. 20 март 1519) от род Хоенцолерн, е принцеса от Бранденбург и чрез женитба херцогиня на Саксония-Лауенбург.

## Живот
Дъщеря е на курфюрст Фридрих II от Бранденбург (1413 – 1471) и на съпругата му Катарина Саксонска (1421 – 1476), дъщеря на курфюрст Фридрих I от Саксония.
На 12 февруари 1464 г. Доротея фон Бранденбург се омъжва в Люнебург за херцог Йохан IV фон Саксония-Лауенбург (1439 – 1507). Нейната зестра са 10 000 гулдена, които съпругът ѝ получава едва през 1482 г. от нейния чичо Йохан.
Тя е погребана на 20 март 1519 г. в катедралата на Ратцебург.

## Деца
Доротея фон Бранденбург и Йохан IV фон Саксония-Лауенбург имат децата:
- Аделхайд († млада)
- София

∞ 29 ноември 1491 граф Антон I фон Холщайн-Шаумбург († 1526)
- Магнус I (1470 – 1543), херцог на Саксония-Лауенбург
- Ерих (1472 – 1522), епископ на Хилдесхайм и Мюнстер
- Катарина, монахиня
- Бернхард († 1524), 1484 записан в стария университет Кьолн
- Йохан (1483 – 1547), епископ на Хилдесхайм
- Рудолф († 1503)
- Елизабет († ок. 1542)

∞ херцог Хайнрих IV фон Брауншвайг-Грубенхаген (1460 – 1526)
- Хайнрих († млад)
- Фридрих († пр. 1501)
- Анна († 1504)

∞ 1. 1490 граф Йохан фон Линдау-Рупин († 1500)
∞ 2. ок. 1503 граф Фридрих фон Шпигелберг-Пирмонт († 1537)
- Маргарета († млада)